# Memo (futebolista)
Emerson Gomes de Moura, mais conhecido como Memo, (Bonito, 14 de fevereiro de 1988), é um futebolista brasileiro que atua como volante. Atualmente está no Maguary, emprestado pelo América-PE.

## Carreira
Começou sua carreira na base do América-PE em 2003, mas em 2007 se transferiu para a base do Santa Cruz, no início de sua carreira foi criticado, tanto que foi emprestado 3 vezes, em 2008 para o Treze, em 2009 para o Botafogo da Paraíba e em 2010 para o Crato. Em 2011 com a chegada de Zé Teodoro começou a ser utilizado e teve uma boa fase, sendo um dos principais jogadores do ressurgimento coral em 2011 onde o clube foi campeão do Pernambucano 2011 e conseguiu o acesso a Série C, e em 2012 com o bi-campeonato estadual. Em 2013 acabou sendo emprestado para a Ponte Preta, fez algumas partidas, mas não agradou e acabou sendo devolvido, e acabou sendo emprestado novamente pelo tricolor do arruda, foi para o Oeste até o final do ano. Em 2014 retornou ao Santa Cruz, na Série B teve uma sequência e completou 140 jogos pelo tricolor. Em 2015 surgiu alguns boatos que ele estaria sendo emprestado ao América do Rio Grande do Norte, mas foi desmentido pelo tricolor e o jogador continua no clube para 2015 e viajou para a pré-temporada em Chã Grande junto com o elenco. No começo de 2015 rescindiu com o Santa Cruz e assinou com o Linense.

### Linense
Em janeiro de 2015, foi contratado pelo Linense para disputa do Campeonato Paulista.

### Mogi Mirim
Em julho de 2015, é anunciado como novo reforço do Mogi Mirim. O jogador que havia disputado o Campeonato Paulista pelo Linense, chega ao Mogi para disputa da Série B. Após o Mogi, o atleta teve uma breve passagem pelo Itumbiara.

### América-RN
Em maio e 2016, é anunciado como reforço do América-RN. Poucos meses depois, deixa o clube e segue para Delhi Dynamos da Índia. O jogador atuou apenas 15 partidas pelo América-RN. É a primeira experiência do atleta fora do futebol brasileiro.

### Delhi Dynamos F.C
Permaneceu no clube indiano até dezembro de 2016. E foi repatriado pelo próprio América-RN para a temporada 2017.

### Fluminense de Feira
Em maio de 2017, é anunciado como reforço do Fluminense de Feira para a Série D de 2017.

### Jamshedpur FC
Volta para o futebol da Índia, dessa vez para defender o Jamshedpur FC.

## Títulos
Santa Cruz
- Campeonato Pernambucano de Futebol: 2011 e 2012
- Copa Pernambuco: 2008 , 2009 e 2010

Ponte Preta
- Campeonato Paulista do Interior de Futebol : 2013

Prêmios individuais
Melhor volante do Campeonato Pernambucano de Futebol : 2012